# Saint-Grégoire (Ille-et-Vilaine)
Saint-Grégoire ist eine französische Gemeinde im Département Ille-et-Vilaine in der Region Bretagne. Die Gemeinde liegt etwa sechs Kilometer nördlich der Stadt Rennes. Während Saint-Grégoire im Jahr 1962 über 1.462 Einwohner verfügte, zählte man aktuell 9992 Einwohner (Stand 1. Januar 2022).
Im Jahr 2006 startete am 8. Juli im Rahmen der Tour de France ein Einzelzeitfahren über 52 Kilometer.

## Bevölkerungsentwicklung
| Jahr                       | 1962 | 1968 | 1975 | 1982 | 1990 | 1999 | 2009 | 2017 |
| -------------------------- | ---- | ---- | ---- | ---- | ---- | ---- | ---- | ---- |
| Einwohner                  | 1464 | 2092 | 2461 | 3854 | 5809 | 7644 | 8333 | 9639 |
| Quellen: Cassini und INSEE |      |      |      |      |      |      |      |      |

## Gemeindepartnerschaft
- Uttenreuth in der Region Nürnberg in Deutschland

## Sehenswürdigkeiten

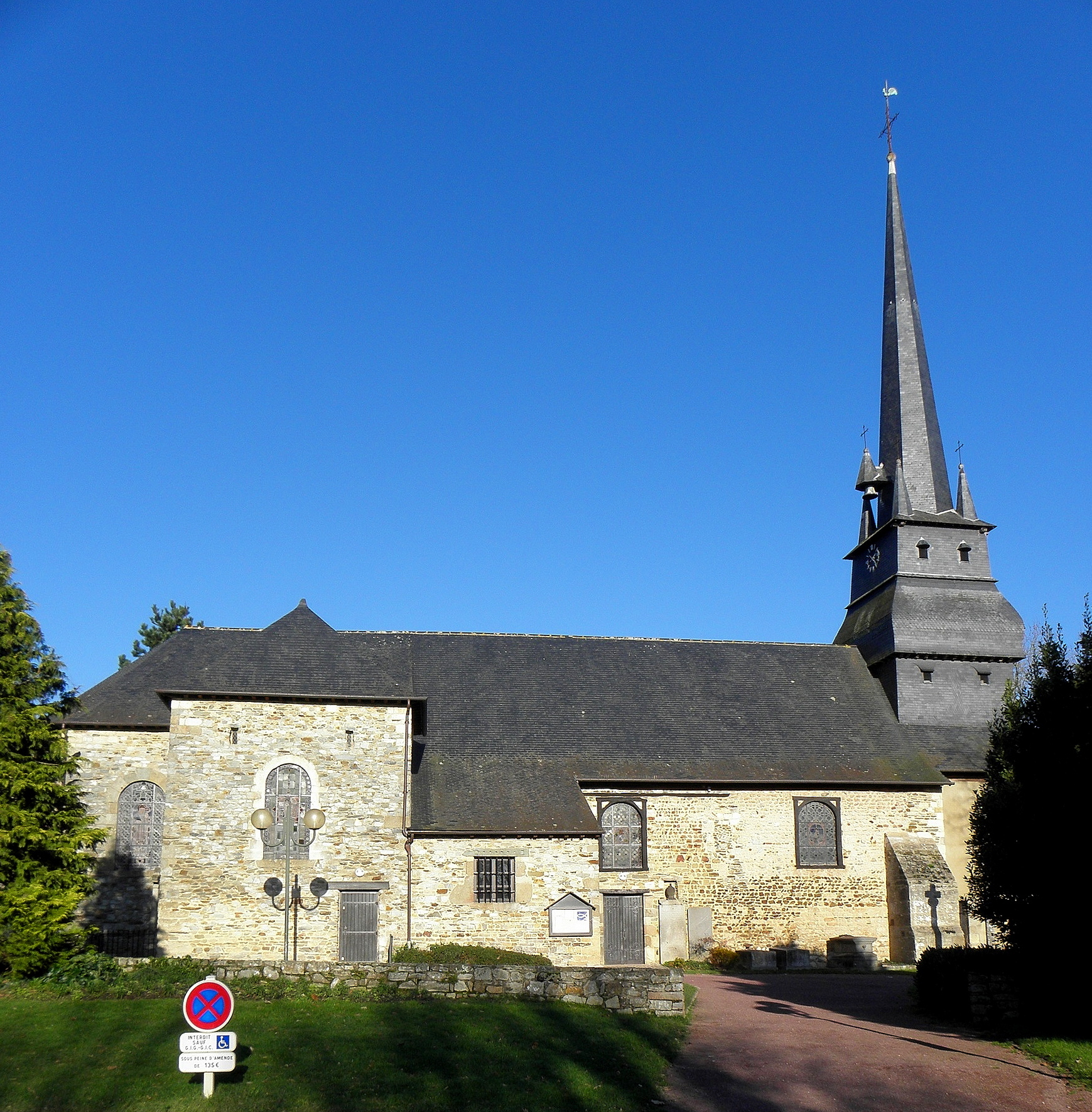
Kirche Saint-Grégoire

- Kirche Saint-Grégoire